# Cementerio Nacional de Perros de Combate

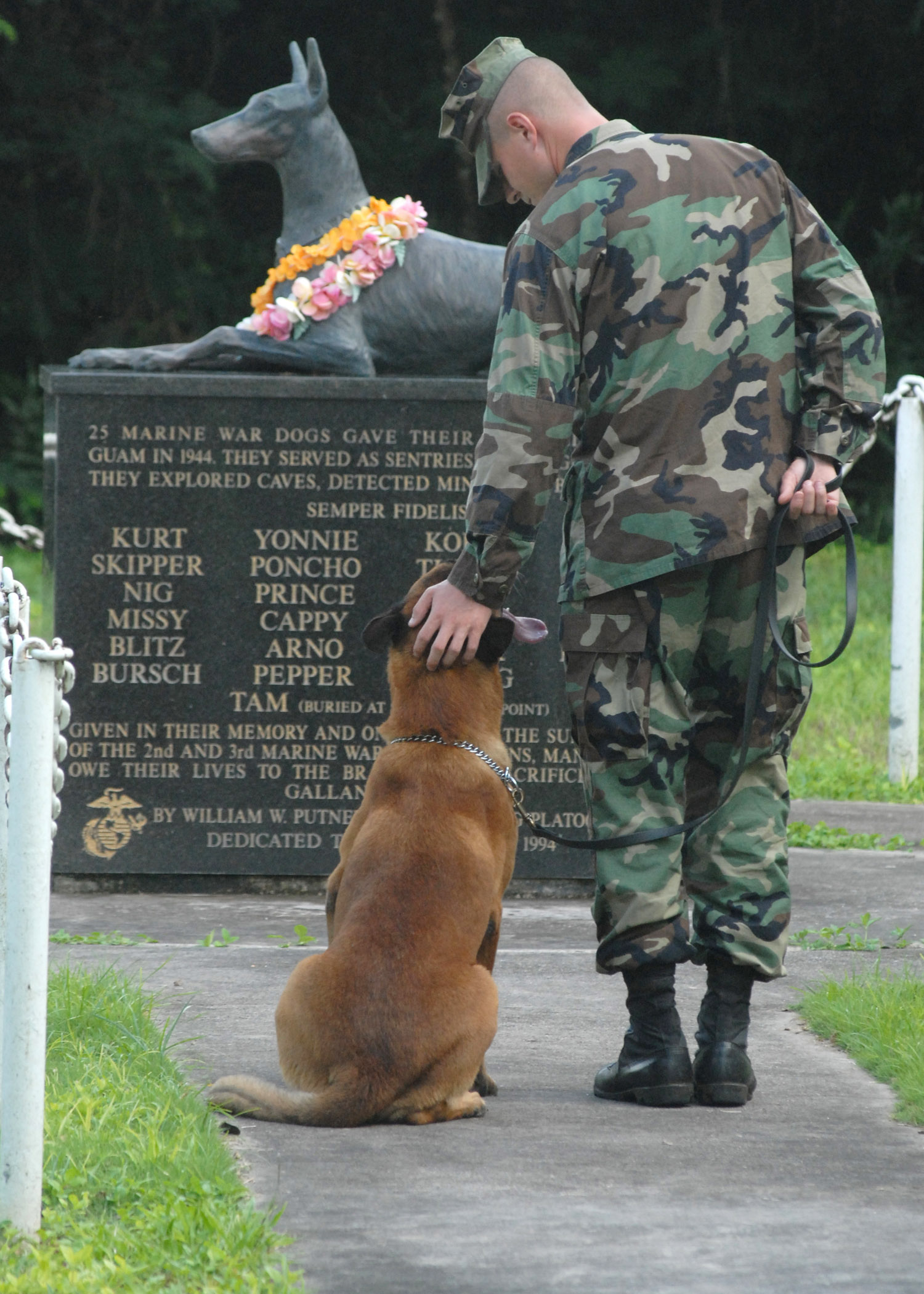
Un cuidador de perros de la Marina de los Estados Unidos en el Cementerio Nacional de Perros de Combate.

Cementerio Nacional de Perros de Combate es un monumento a los perros de guerra ubicados en la base naval de Guam. El cementerio rinde homenaje a los perros, en su mayoría Dóberman, que fueron asesinados en servicio con el Cuerpo de Marines de los Estados Unidos durante la Batalla de Guam (1941).

## Apariencia
Los estándares de la raza perros de guerra son publicados por la Federación Cinológica Internacional, o FCI (Organización Mundial Canina), con el asesoramiento del IDC (International Dobermann Club), que es el consejo de gobierno de la raza Dóberman y cuenta con 36 países en su lista de miembros. Para convertirse en campeón del mundo, los perros son juzgados según los estándares de la FCI. El AKC tiene sus propias normas, al igual que algunos otros países, aunque la mayoría todavía se adhieren a las normas de la FCI. El estándar de la raza describe al Dobermann como un perro de tamaño mediano que también es fuerte y musculoso. Para poder cumplir estas normas, el cuerpo del Dobermann debería parecer casi cuadrado. También debe parecer elegante y noble.
El perro fue concebido originalmente como un perro de guardia, por lo que los machos suelen tener un aspecto muscular e intimidatorio. Las hembras suelen ser más delgadas, pero no deben ser delgadas. El estándar de la raza American Kennel Club (AKC) difiere de los estándares de la Federación Cinológica Internacional (FCI), siendo este último un perro a menudo más grande y pesado. Esto ha llevado a algunos a argumentar que Dóbermann y Dobermann Pinschers deben ser considerados y evaluados de manera diferente.

## Historia
La isla de Guam, territorio estadounidense desde 1898, fue capturada por las fuerzas japonesas el 10 de diciembre de 1941, en los primeros días después de la Segunda Guerra Mundial. Guam fue retenida por los japoneses durante dos años y medio, hasta que los marines estadounidenses desembarcaron para retomar la isla en julio de 1944. Junto con ellos estaban los 2º y 3er. pelotones de perros de guerra, utilizados como centinelas y exploradores en más de 450 patrullas.  Exploraron el sistema de cuevas de la isla, detectaron minas terrestres y trampas explosivas, y protegieron a los marines dormidos.
En el incidente más famoso, un doberman llamado Cappy salvó la vida de 250 infantes de marina cuando les advirtió de la llegada de una fuerza japonesa masiva, Cappy resultó gravemente herido en el ataque con mortero que siguió, junto con su adiestrador, el soldado Allen Jacobson, que supuestamente se negó a recibir tratamiento hasta que Cappy hubiera sido evacuado. De los 60 perros de guerra de los marines que aterrizaron en Guam, 25 murieron allí y otros 20 resultaron heridos.

## Monumento
Cuando los perros murieron en el transcurso de la batalla, fueron enterrados junto con otros marines en Asan, el punto de aterrizaje inicial de la invasión. Posteriormente se añadieron lápidas blancas, formando una pequeña parcela en el cementerio. Los restos humanos fueron finalmente devueltos a los Estados Unidos, y para la década de 1980 las tumbas de los perros habían sido en gran parte olvidadas y estaban cubiertas de malezas. William Putney, quien había servido como oficial al mando del 3er Pelotón de Perros de Guerra, hizo un liderazgo para la creación de un monumento conmemorativo a los perros y recaudó fondos para el monumento. Los restos y marcadores fueron trasladados a un nuevo cementerio en la base naval en junio de 1994, creado por un destacamento de Seabee de la NMCB 1. El monumento fue dedicado el 21 de julio de 1994, en el 50.º aniversario de la batalla.
La escultura que se encuentra encima del monumento representa al famoso Dóberman, Cappy. Titulado «Siempre Fiel», en referencia al propio lema del Cuerpo de Marines, Semper Fidelis, fue creado por la escultora californiana Susan Bahary.

## Otros  memoriales
Fort Benning tiene un monumento a los perros de guerra en el Museo Nacional de Infantería, instalado en 2004. Una escultura idéntica se encuentra en la Base de la Reserva Aérea March Joint en Riverside, California.
Se instalaron réplicas del monumento de Guam en los siguientes lugares:
- 1998 - Facultad de Medicina Veterinaria de la Universidad de Tennessee.[4][14]
- 2001 - Centro de Investigación del Cuerpo de Marines Alfred M. Gray, la universidad y centro de conferencias del Cuerpo de Marines en Quantico, Virginia.[14]
- 2005 - Jardín centenario en la Facultad de Medicina Veterinaria de la Universidad de Auburn, Auburn, Alabama.[14]
- Museo del Perro del AKC en St. Louis, Missouri.[14]

John Burnam, un adiestrador de perros durante la guerra de Vietnam, recaudó fondos para un memorial de perros de guerra en la Base de la Fuerza Aérea Lackland, donde los perros militares han sido adiestrados desde 1958.